# 土御門泰広
土御門 泰広（つちみかど やすひろ）は、江戸時代前期の公家。

## 経歴
慶長16年（1611年）陰陽頭土御門久脩の嫡男・泰重の長子として生まれる。寛永4年（1627年）元服任官、寛永13年（1636年）叙爵。安倍氏の流れを引く土御門家は代々陰陽頭に補せられていたが、父の代より陰陽頭は幸徳井家に取って代わられていた。そのため泰広も陰陽頭には就任しておらず、官職は中務大輔、右衛門佐に留まった。慶安2年（1649年）正四位下となるが、慶安5年（1652年）父に先立って42歳で卒去した。

## 系譜
- 父：土御門泰重
- 母：織田信重の娘

## 官歴
- 寛永4年（1627年）12月21日：正六位上右近衛将監兼蔵人
- 寛永13年（1636年）12月28日：従五位下
- 寛永14年（1637年）1月22日：中務少輔、4月5日：従五位上
- 寛永15年（1638年）1月5日：正五位下
- 寛永19年（1642年）1月5日：従四位下、1月11日：中務大輔
- 寛永20年（1643年）10月15日：右衛門佐
- 正保3年（1646年）1月5日：従四位上
- 慶安2年（1649年）1月7日：正四位下
- 慶安5年（1652年）7月14日：卒去[1]